# Hyun Sook-hee
Hyun Sook-hee, kor. 현숙희 (ur. 3 marca 1973) – południowokoreańska judoczka. Srebrna medalistka olimpijska z Atlanty.
Zawody w 1996 były jej jedynymi igrzyskami olimpijskimi. Zajęła drugie miejsce w wadze półlekkiej, do 52 kilogramów. W finale przegrała z Francuzką Marie-Claire Restoux. Zdobyła brązowy medal mistrzostw świata w 1997. W 1994 zdobyła złoty medal igrzysk azjatyckich, w 1993 zwyciężyła w mistrzostwach Azji.